# Cariniana parvifolia
Cariniana parvifolia är en tvåhjärtbladig växtart som beskrevs av S.A.Mori, Prance och Menandro. Cariniana parvifolia ingår i släktet Cariniana och familjen Lecythidaceae. Inga underarter finns listade i Catalogue of Life.